# Фаганя
Фага̀ня (на италиански: Fagagna; на фриулски: Feagne, Феание) е градче и община в Северна Италия, провинция Удине, автономен регион Фриули-Венеция Джулия. Разположено е на 177 m надморска височина. Населението на общината е 6363 души (към 2010 г.).